# ملانی هافمن
ملانی هافمن (به آلمانی: Melanie Hoffmann) (زادهٔ ۲۹ نوامبر ۱۹۷۴) یک بازیکن زن بازنشستهٔ فوتبال است.آخرین باشگاه او اس‌جی‌اس اسن بود.

## پیشه

### باشگاهی
هافمن  فوتبال را از  شش سالگی و با بازی در خیابان آغاز کرد.وی پس از تجربه بازی در باشگاه های گاراتر اس وی و تی‌اواس کسانتن ، فورتونا دوسلدورف و کی‌بی‌سی دویسبورگ به تیم اف سی آر ۲۰۰۱ دویسبورگ پیوست.در این تیم او موفق شد هر دو قهرمانی بوندس لیگا و جام حذفی آلمان را بدست بیاورد.دو سال پس از آن او به همراه تیم قهرمان دی‌اف‌بی-هالن پوکال شد.

### ملی
هافمن برای تیم ملی آلمان در بازی‌های المپیک تابستانی ۲۰۰۰ بازی کرد.او در مسابقات فوتبال زنان اروپا ۱۹۹۷ نیز همراه با تیم ملی آلمان بود و با این تیم به عنوان قهرمانی این رقابتها رسید.

## افتخارات

### باشگاهی

#### اف سی آر ۲۰۰۱ دویسبورگ
- بوندس‌لیگا: قهرمان (۱ مرتبه)  در فصل ۲۰۰۰-۱۹۹۹, نایب قهرمان (۳ مرتبه) در فصلهای ۹۷-۱۹۹۶، ۹۹-۱۹۹۸، ۰۵-۲۰۰۴
- جام حذفی آلمان: قهرمان (۱ مرتبه) فصل ۹۸-۱۹۹۷, نایب قهرمان (۲ مرتبه) فصلهای ۹۹-۱۹۹۸, ۰۳-۲۰۰۲

### تیم ملی آلمان
- جام جهانی فوتبال زنان: نایب قهرمان (۱ مرتبه) ۱۹۹۵
- مسابقات فوتبال زنان اروپا: قهرمان (۱ مرتبه) ۱۹۹۷
- بازی‌های المپیک تابستانی: مدال برنز (۱ مرتبه) ۲۰۰۰